# Miss Helyett
Pour l’article homonyme, voir Miss Helyett (opérette).
Pour plus de détails, voir Fiche technique et Distribution.
Miss Helyett est un film français réalisé par Hubert Bourlon et Jean Kemm, sorti en 1933, adapté de l'opérette en 3 actes Miss Helyett de Maxime Boucheron et Edmond Audran représentée aux Bouffes-Parisiens à partir de 1890.

## Fiche technique
- Réalisation : Hubert Bourlon et Jean Kemm
- Scénario : Hubert Bourlon et Pierre Maudru d'après l'opérette de Edmond Audran et Maxime Boucheron
- Musique : Edmond Audran et Jacques Belasco
- Photographie : Georges Asselin, Maurice Barry, Raymond Clunie, Marcel Lucien
- Montage : Henriette Wurtzer
- Production :  Société des Films Vega
- Pays :  France
- Format :  Noir et blanc - son mono
- Genre : Comédie
- Année de sortie : 1933 en France

## Distribution
- Josette Day : Miss Helyett Smithson
- Jim Gérald : le pasteur Smithson
- Roger Bourdin : Paul Landrin
- Germaine Reuver : la señora Fernandez
- Fred Pasquali : Puycardas
- Jeanne Juilla : Toto
- Renée Devilder : Norette
- Turgot : un ami